# Селенский, Юрий Васильевич
Ю́рий Васи́льевич Селе́нский (настоящая фамилия — Гали́шников; 16 июня 1922, Астрахань — 22 июля 1983, Астрахань) — советский писатель и журналист. Писал под творческим псевдонимом, взятым в честь исторического района Селение, где родился и вырос.

## Биография
Юрий Селенский родился и вырос на рабочей окраине Астрахани в семье Василия Ивановича Галишникова и Александры Михайловны Будариной, выходцев из Воронежской области крестьянского происхождения. В юности был студентом рабфака и членом аэроклуба. В неполных 19 лет был призван в армию, участвовал в Великой Отечественной войне. В январе 1942 года попал в Сталинград курсантом-шлифовальщиком, позднее служил речником на нефтекараванах, воздушным стрелком, авиамехаником.
После демобилизации в 1946 году Селенский становится журналистом — сначала сотрудником областного радио, а затем газеты «Волга», где проработал значительную часть жизни, за что его называли «газетным поэтом Прикаспия».

## Память

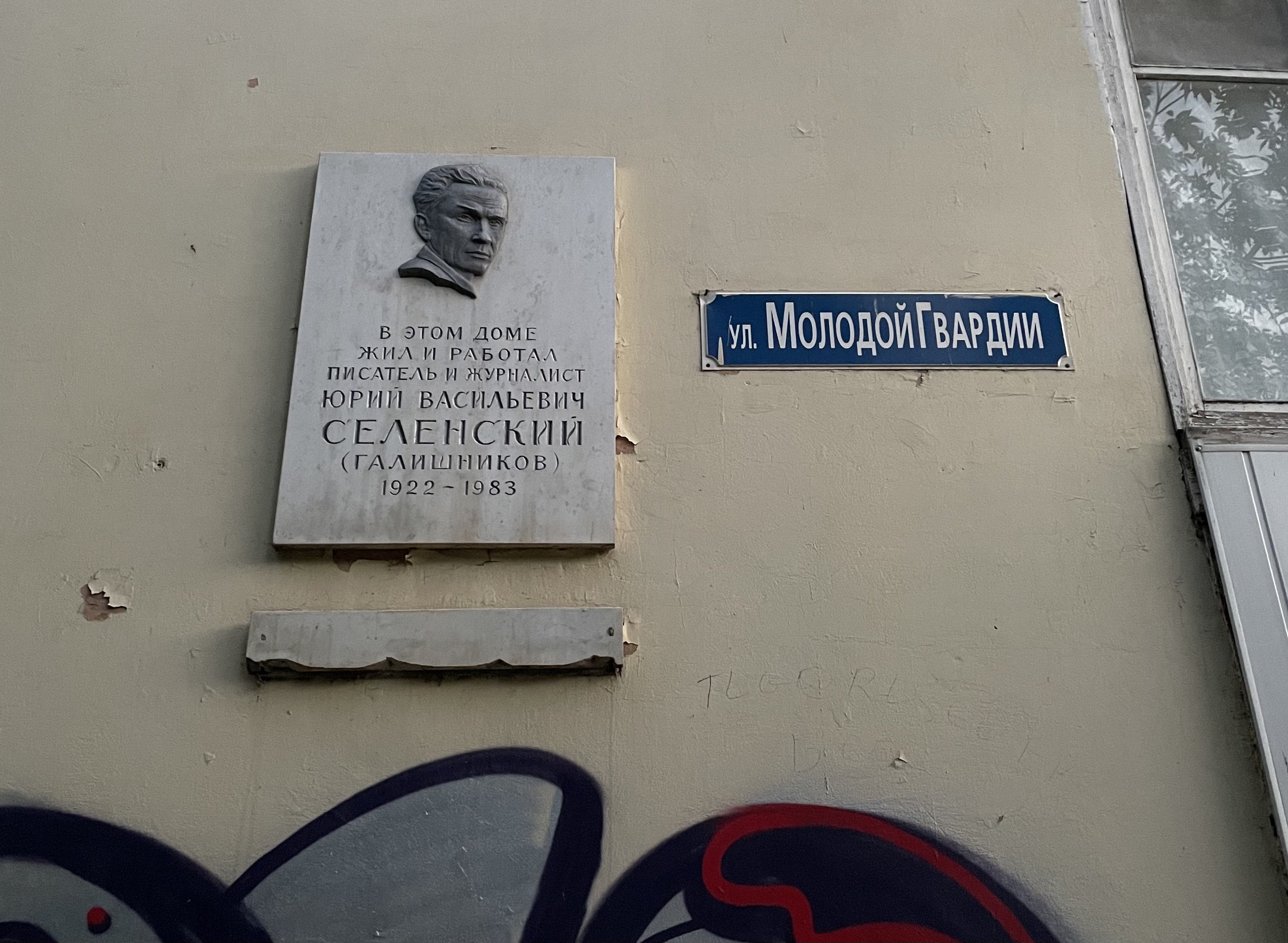
Мемориальная доска в память о Селенском

- Нижегородская улица, где родился и вырос писатель, в 1989 году была переименована в улицу Юрия Селенского[5].
- На доме на углу улицы Молодой Гвардии, 8 и Коммунистической, 8 в центре Астрахани, где жил и работал Юрий Селенский, установлена мемориальная доска[3].
- В 2016 году поэтесса и журналистка Марина Лазарева сняла документальный фильм о писателе «Юрий Селенский. Городской романс длиною в жизнь»[6].
- В 2017 году в Астраханской областной научной библиотеке имени Н. К. Крупской прошёл вечер памяти «Слово о родном», посвящённый 95-летию со дня рождения Селенского[7]. Подобные мероприятия проходили и в других библиотеках города[8].
- Памяти Юрия Селенского посвящены стихотворения Павла Морозова и Александра Сахнова[9].

## Сочинения
- Если погаснет костёр. Проза. Рассказы. «Волга», Астрахань, 1963.
- Одна тревожная ночь. Проза. Рассказы. Нижне-Волжское книжное издательство, Волгоград, 1966.
- Пешком с пустым мешком. Рассказы. М., «Современник», 1966.
- Слово о родном. Очерки. Нижне-Волжское книжное издательство, Волгоград, 1967.
- Автограф на вобле. Рассказы. М., «Современник», 1971.
- Хороша в золе картошка. Рассказы. Нижне-Волжское книжное издательство, Волгоград, 1972.
- Каспийская повесть (Баня, где парятся ловцы). 1972.
- Крутая рамень. М.: Современник, 1973.
- Живут возле моря люди. Очерки. М., «Советская Россия», 1979.
- Свал глубин. М., «Современник», 1980.
- Моряна — ветер шалый. Повести и рассказы. Нижне-Волжское книжное издательство, Волгоград, 1980.
- Не расти у дороги. Повести. М.: Современник, 1987[10].
- Сценарии документальных фильмов: «След солёной волны» (1965), «На родине Мальвы» (1967), «Земля Астраханская» (1968). Нижне-Волжская киностудия, Саратов.
- Фотоальбомы «У реки, у моря», «Море Каспийское». М., «Планета». Статьи Ю. Селенского.